# متاؤس الأول (بابا الإسكندرية)
متاؤس الأول أو متّى الأول المعروف بـمتى المسكين، بابا الإسكندرية وبطريرك الكرازة المرقسية للأقباط الأرثوذكس رقم 87. وأقام بطريركاً 30 سنة و5 أشهر و6 أيام، في الفترة من 25 يوليو 1378 م حتى 31 ديسمبر 1408 م، وتوفي. وخلا الكرسي بعده 3 أشهر و20 يوماً.